# Лайн, Морис
Морис Лайн (англ. Maurice Line) (21 июня 1928 — 21 сентября 2010) — английский библиотечный деятель.

## Биография
Родился 21 июня 1928 года. В 1950 году поступил на факультеты английского языка и литературы и стал бакалавром, который он окончил в 1954 году в степени магистра. Был избран генеральным директором по научно-техническим и промышленным вопросам в Британской библиотеки, данную должность он занимал на протяжении 15 лет. Являлся пионером в области автоматизации библиотечных фондов в Великобритании. Занимался поддержанием международных связей путём сотрудничества с академическими библиотеками (в 17 странах и 10 библиотеках).

## Научные работы
Автор 350 научных работ, 14 книг и 40 исследований.

## Членство в обществах
- 1987-90 — Почётный член Библиотечной ассоциации Великобритании.
- 1990-???? — Президент Библиотечной ассоциации Великобритании.

## Награды и премии
- 1990 — Медаль ИФЛА